# アンドリュー・ファイアー
アンドリュー・Z・ファイアー（Andrew Z. Fire、1959年4月27日 - ）はアメリカの生物学者である。RNA干渉の発見により、マサチューセッツ大学医学部のクレイグ・メロー教授と共に2006年のノーベル生理学・医学賞を受賞した。2012年現在は、スタンフォード大学医学部病理学および遺伝学の教授。

## 略歴
1959年、アメリカ合衆国カリフォルニア州パロアルトにて生まれ、サニーベールにて育った。フレモント高校を卒業、1978年にカリフォルニア大学バークレー校より数学で学士号を取得。19歳でマサチューセッツ工科大学に入学、1983年に生物学のPh.D.を得た。
その後イギリスのケンブリッジ大学に博士研究員として移り、シドニー・ブレナーが率いるMRC分子生物学研究所（Medical Research Council Laboratory of Molecular Biology）のメンバーとなった。
1986年から2003年までカーネギー協会の発生学部のスタッフとして研究を行い、この期間中に、二重鎖RNAが遺伝子サイレンシングに対するトリガーとして働くという最初の研究を発表した（下に詳述）。
1989年にジョンズ・ホプキンス大学において非常勤教授となり、2003年にはStanford facultyに参加した。
ファイアーは米国科学アカデミーやアメリカ芸術科学アカデミーのメンバーであり、Board of Scientific CounselorsやNational Center for Biotechnology、National Institutes of Healthにも名を連ねている。

## 業績
ファイアーとクレイグ・メローは、1998年にネイチャーに発表した研究に対して、2006年にノーベル生理学賞を共同受賞した。
ファイアーとメローは、同僚のSiQun Xu、Mary Montgomery、Stephen Kostas、Sam Driverと共に、小さな二重鎖RNA（double strand RNA；dsRNA）が、相補的な配列を持つmRNAを破壊することでタンパク質への翻訳を抑制する、すなわち特定の遺伝子を効果的に抑制する事を報告した。
彼らは、以前から報告されていた一本鎖RNA (single-stranded RAN) によるRNA干渉よりもdsRNAがより効率的に遺伝子発現を抑制することを発見した。
必要なのは短い長さのdsRNAであったことから、彼らは触媒的な過程が関与していると提案し、この仮説は後の研究によって立証された。

## 受賞歴
- 2002年 マイエンブルク賞
- 2002年 アメリカ遺伝学会メダル
- 2003年 ワイリー賞
- 2003年 パサノ賞
- 2003年 米国科学アカデミー賞分子生物学部門
- 2004年 ローゼンスティール賞
- 2004年 ハイネケン賞
- 2004年 ウォーレン賞
- 2005年 ガードナー国際賞
- 2005年 マスリー賞
- 2006年 パウル・エールリヒ&ルートヴィヒ・ダルムシュテッター賞
- 2006年 ノーベル生理学・医学賞